# Donker soldaatje
Het donker soldaatje (Cantharis fusca), ook wel zwartpootsoldaatje of gewone weekschildkever genoemd, is een keversoort uit de familie van de soldaatjes (Cantharidae).

## Uiterlijke kenmerken
Het donker soldaatje heeft een lichaamslengte van elf tot vijftien millimeter. De kop en antennes zijn zwart, met uitzondering van de oranjerode monddelen en eerste antennesegmenten. Het halsschild is oranjerood met in het midden een zwarte vlek. Deze raakt de voorrand, maar loopt soms ook als een zwarte band tot de geheel zwarte dekschilden. Ook het achterlijf is oranjerood en steekt vaak in een punt onder de dekschilden uit. Het donker soldaatje heeft zwarte poten en is aan de onderzijde geheel oranjerood gekleurd.

### Gelijkende soorten
Het donker soldaatje kan verward worden met een aantal andere donkere grote soldaatjes. De kleinere gestreepte weekkever (C. nigricans) heeft een middenvlek van variabele grootte op het borststuk, maar is te herkennen aan de grotendeels rode dijbenen. Het zwart soldaatje (C. rustica) heeft ook rode dijbenen en de zwarte vlek op het borstschild raakt de voorrand meestal niet. Ook C. pellucida en de donkere vorm van het geel soldaatje (C. livida ) hebben rode dijbenen en missen bovendien de vlek op het halsschild. De sterk op elkaar lijkende C. obscura en C. paradoxa hebben een vergelijkbaar getekend borstschild als het donker soldaatje, maar de grondkleur is geelbruin. De punt van het achterlijf en de bovenzijde van de antennes zijn bij deze twee soorten geheel zwart.

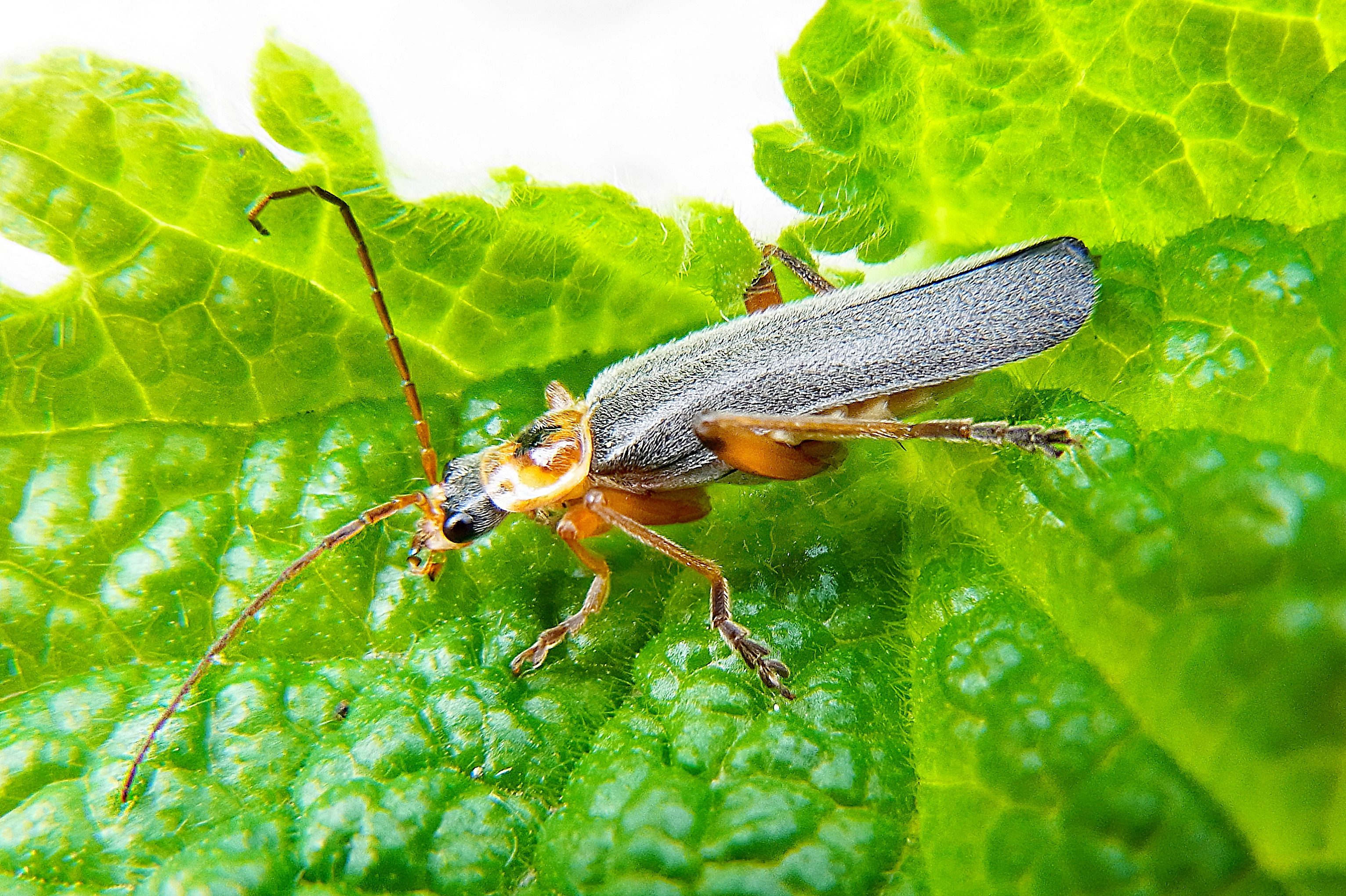
Gestreepte weekkever (C. nigricans)
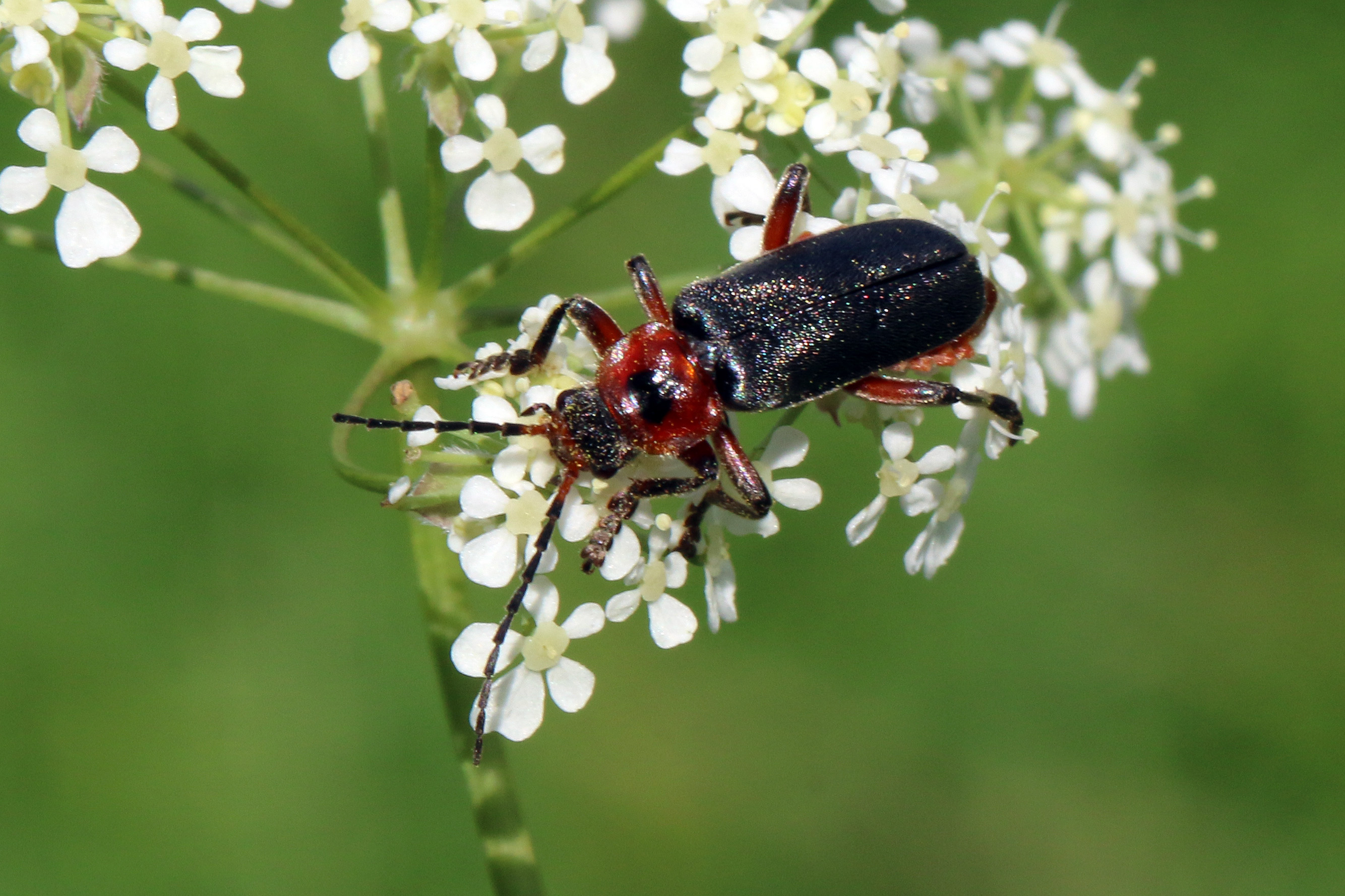
Zwart soldaatje (C. rustica)
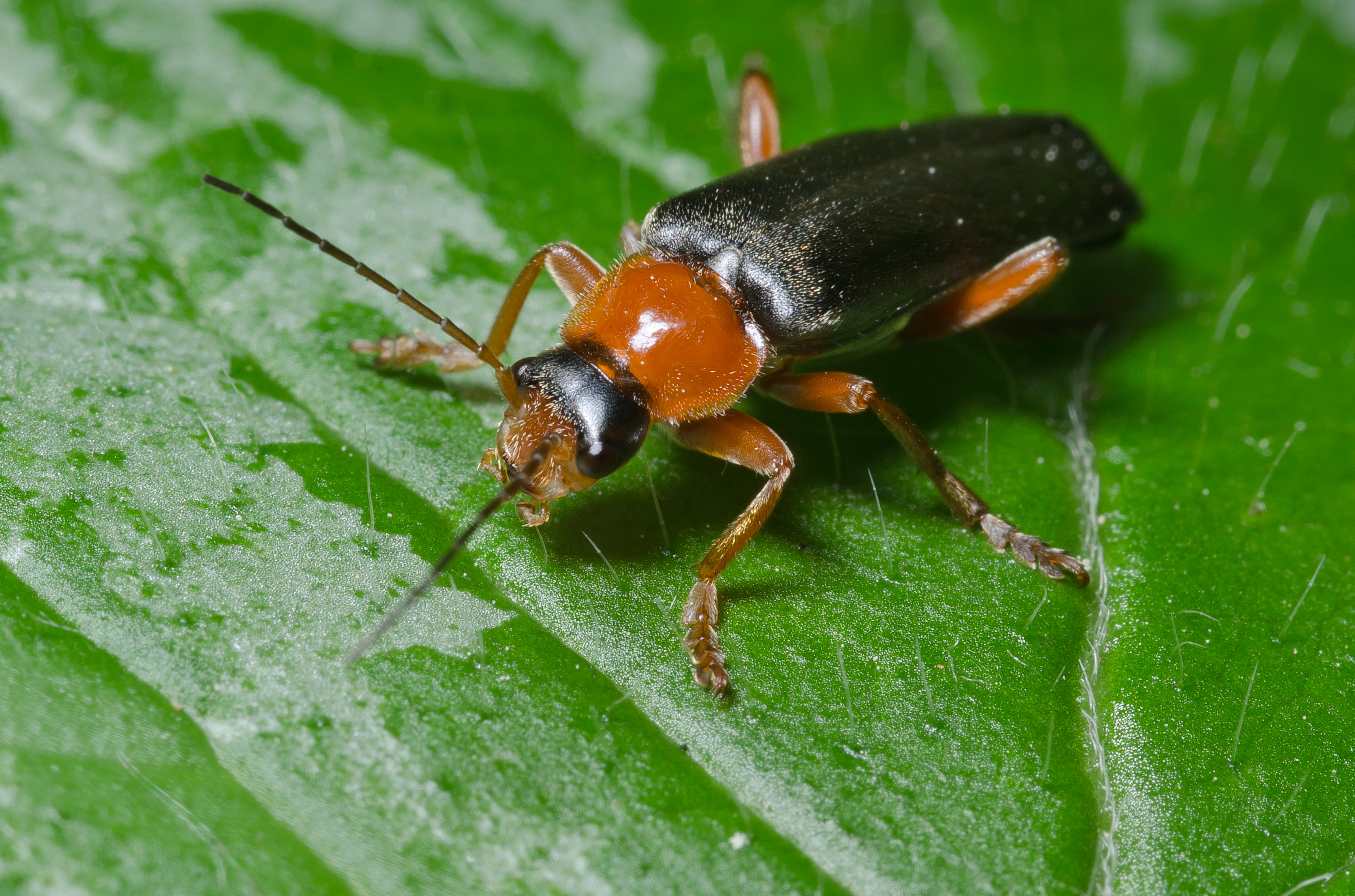
Cantharis pellucida
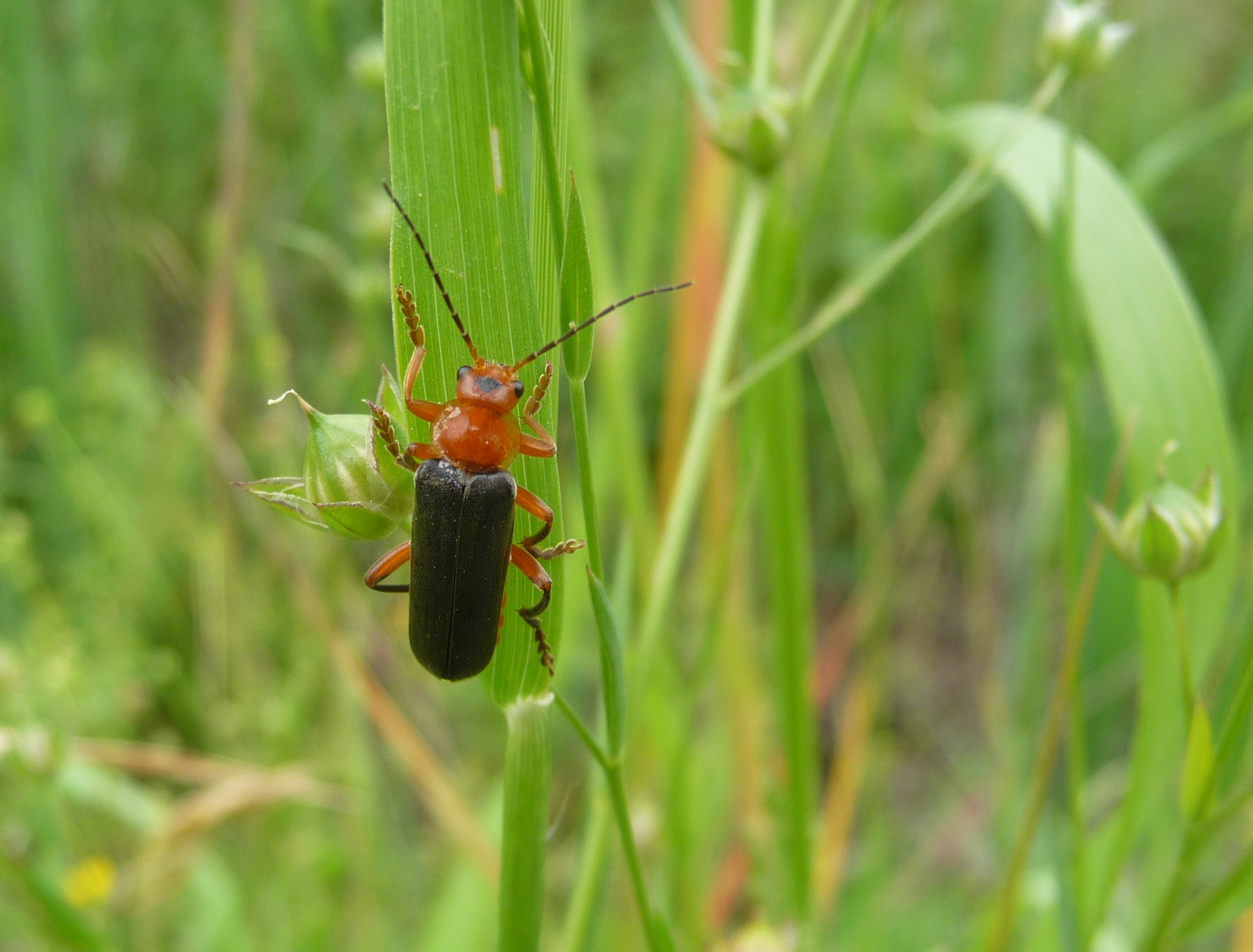
Geel soldaatje (C. livida ), donkere vorm
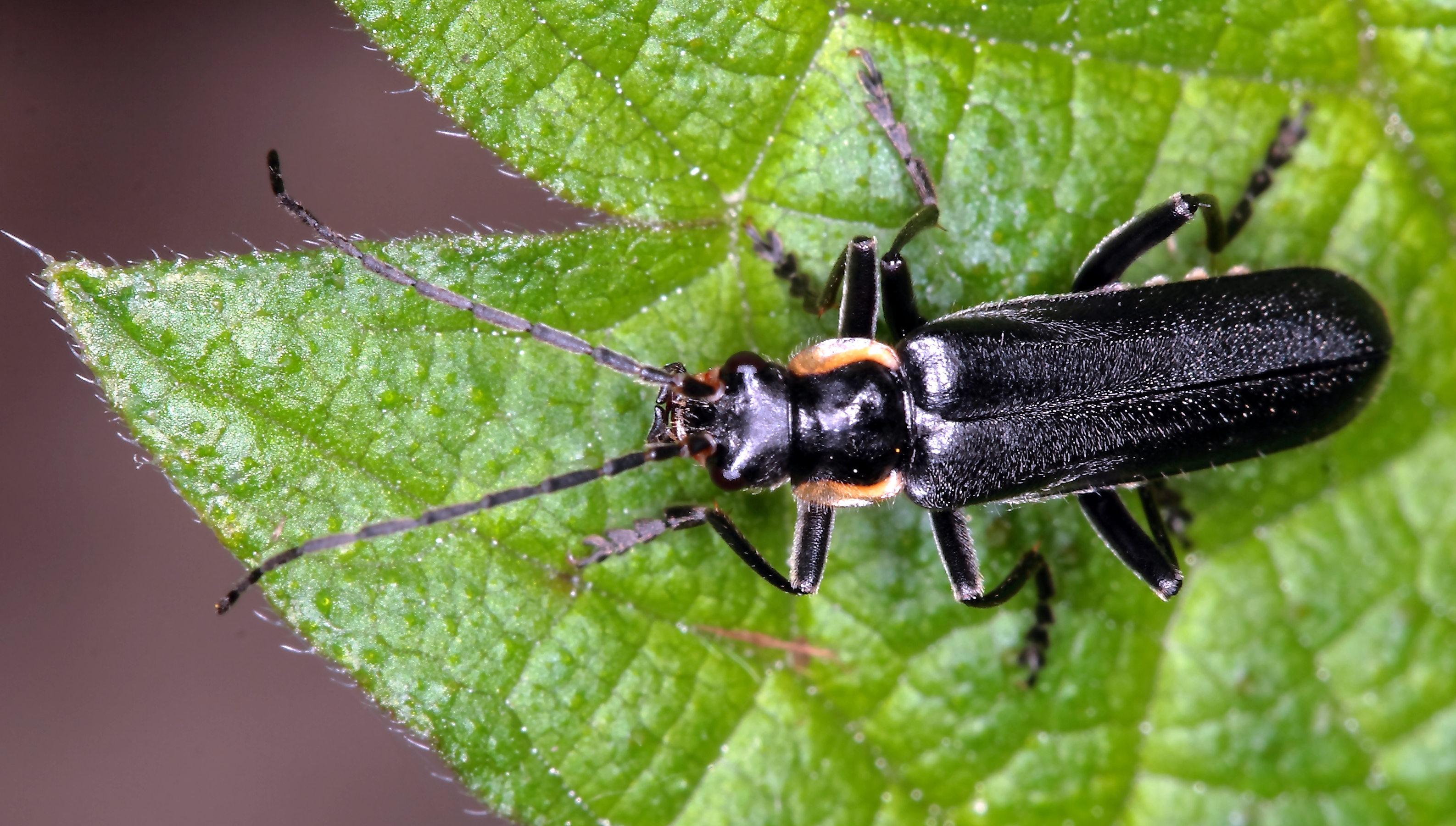
Cantharis obscura
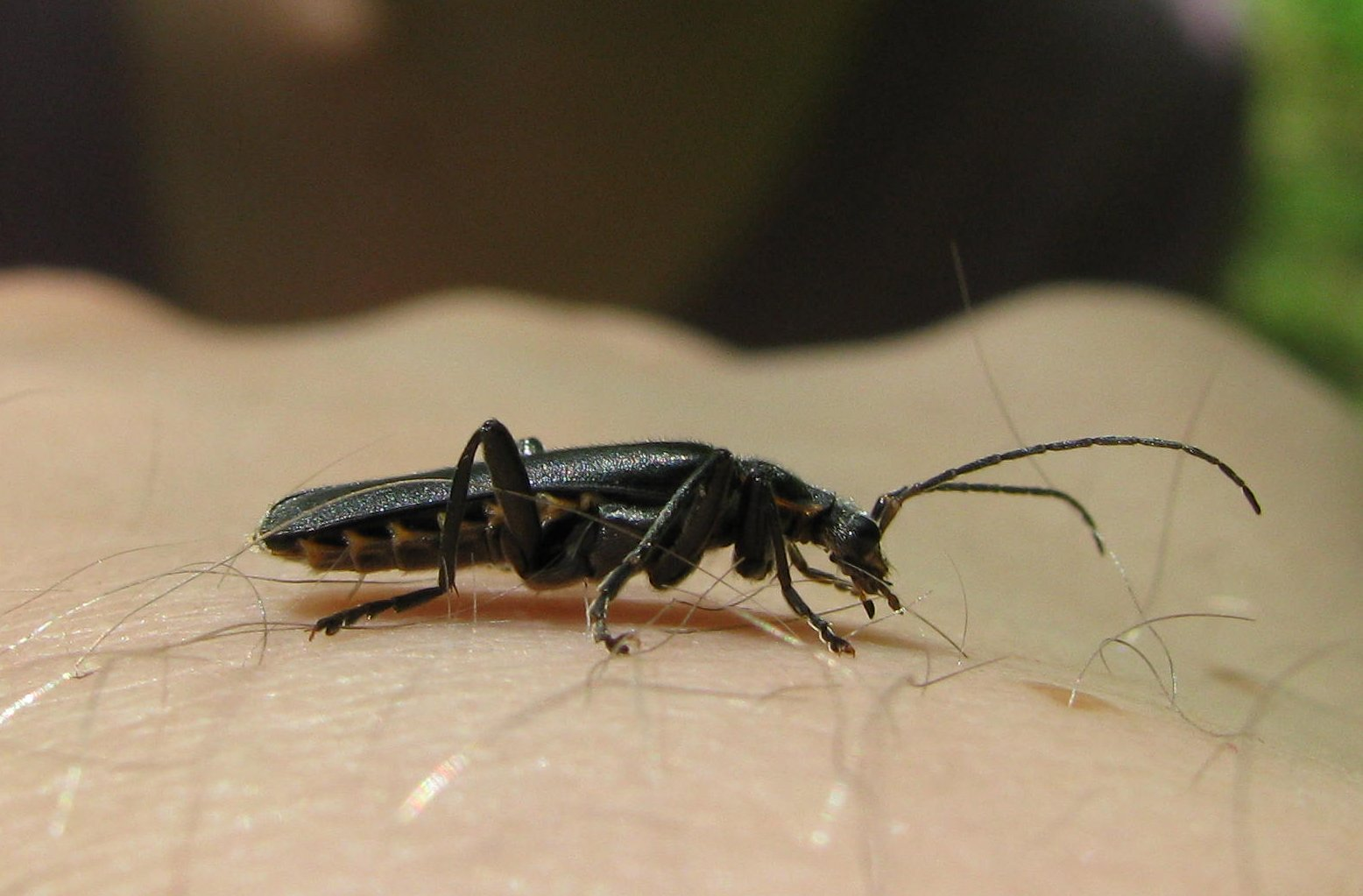
Cantharis paradoxa

## Levenswijze
De zwart behaarde larve van het donker soldaatje jaagt op de grond op kleine insecten en slakken. Ze zijn een groot deel van het jaar actief en zijn soms op milde winterdagen op de sneeuw te vinden. De volwassen kever vliegt van mei tot juni en is dan vaak op schermbloemen te vinden. Hier vindt de paring plaats en jaagt het donker soldaatje op kleine insecten. Hij voedt zich ook met dode insecten en jonge plantenscheuten.

## Verspreiding en habitat
Het donker soldaatje is wijdverspreid in Europa, met uitzondering van de meest noordelijke streken. Het is een van de meest algemene soldaatjes in Nederland. Ze leven doorgaans in struiken, bosranden en open graslanden, tot op een hoogte van ongeveer duizend meter boven zeeniveau.